# Seznam kapitol mangy Útok titánů
Toto je seznam kapitol mangy Útok titánů, kterou kreslil a psal Hadžime Isajama. Vycházela od září 2009 do dubna 2021 v časopise Bessacu šónen Magazine a jednotlivé kapitoly byly ve formátu tankóbon vydány ve třiceti čtyřech svazcích. V Česku vydávalo mangu nakladatelství CREW. Již vyšly všechny svazky.

## Seznam svazků
| Kapitoly: - 1. Tobě - po dvou tisících letech (二千年後の君へ, Ni sen nen go no kimi e) - 2. Toho dne (その日, Sono hi) - 3. Noc závěrečného ceremoniálu (解散式の夜, Kaisanšiki no joru) - 4. První bitva (初陣, Uidžin) | Počet stran: - 192 - 196 Pokrývá díly anime: - Útok titánů, díly 1–5 |

| Kapitoly: - 5. Chabý záblesk uprostřed zoufalství (絶望の中で鈍く光る, Zecubó no naka de nibuku hikaru) - 6. Svět očima chlapce (少女が見た世界, Šódžo ga mita sekai) - 7. Malé ostří (小さな刃, Čiisa na jaiba) - 8. Řev (咆哮, Hókó) - 9. Slyším tlukot srdce (心臓の鼓動が聞こえる, Šinzó no kodó ga kikoeru) | Počet stran: - 192 - 196 Pokrývá díly anime: - Útok titánů, díly 6–8 |

| Kapitoly: - Zvláštní kapitola: Kapitán Levi (リヴァイ兵士長 , Rivai heišičó) - 10. Kam se poděla levá ruka (左腕の行方, Hidariude no jukue) - 11. Odpověď (応える, Kotaeru) - 12. Modla (偶像, Gúzó) - 13. Zranění (傷, Kizu) | Počet stran: - 200 - 204 Pokrývá díly anime: - Útok titánů, díly 9–12 |

| Kapitoly: - 14. Primitivní touhy (原初的欲求, Genšoteki jokkjú) - 15. Jedno po druhém (個々, Koko) - 16. Nutnost (必要, Hicujó) - 17. Iluze síly (武力幻想, Burjoku gensó) - 18. Co teď? (今、何をすべきか, Ima, nani o subeki ka) | Počet stran: - 192 - 198 Pokrývá díly anime: - Útok titánů, díly 2–4, 12, 13, 16 |

| Kapitoly: - Zvláštní kapitola: Ilsin zápisník (イルゼの手帳, Iruze no tečó) - 19. Stále nevidím (まだ目を見れない, Mada me o mirenai) - 20. Zvláštní oddíl (特別作戦班, Tokubecu sakusen han) - 21. Brána se otevírá (開門, Kaimon) - 22. Bitevní formace pro pátrání na dálku (長距離索敵陣形, Čókjori sakuteki džinkei) | Počet stran: - 192 - 196 Pokrývá díly anime: - Útok titánů, díly 14–17, OVA 1 |

| Kapitoly: - 23. Titánka (女型の巨人, Megata no kjodžin) - 24. Titánský les (巨大樹の森, Kjodaidžu no mori) - 25. Kousnutí (噛みつく, Kamicuku) - 26. Schůdná cesta (好都合な道を, Kócugó na miči o) | Počet stran: - 192 - 196 Pokrývá díly anime: - Útok titánů, díly 17–19 |

| Kapitoly: - 27. Erwin Smith (エルヴィン・スミス, Eruvin Sumisu) - 28. Volba a výsledek (選択と結果, Sentaku to kekka) - 29. Zdrcující rána (鉄槌, Tetcui) - 30. Poražení (敗者達, Haiša tači) | Počet stran: - 192 - 196 Pokrývá díly anime: - Útok titánů, díly 20–22 |

| Kapitoly: - 31. Úsměv (微笑み, Hohoemi) - 32. Soucit (慈悲, Džihi) - 33. Zeď (壁, Kabe) - 34. Bojovník tančí (戦士は踊る, Senši wa Odoru) | Počet stran: - 192 - 196 Pokrývá díly anime: - Útok titánů, díly 23–27 |

| Kapitoly: - 35. Zrůdný titán (獣の巨人, Kemono no kjodžin) - 36. Návrat domů (ただいま, Tadaima) - 37. Směr jihozápad (南西へ, Nansei e) - 38. Pevnost Utgard (ウトガルド城, Utogarudo-džó) | Počet stran: - 192 - 200 Pokrývá díly anime: - Útok titánů, díly 25–29 |

| Kapitoly: - 39. Voják (兵士, Heiši) - 40. Ymir (ユミル, Jumiru) - 41. Historia (ヒストリア, Hisutoria) - 42. Bojovník (戦士, Senši) | Počet stran: - 192 - 200 Pokrývá díly anime: - Útok titánů, díly 29–32 |

| Kapitoly: - 43. Obrněný titán (鎧の巨人, Joroi no kjodžin) - 44. Úder, hod, uzemnění (打・投・極, Da tó kjoku) - 45. Pronásledovatelé (追う者, Ou mono) - 46. Úvodní slova (開口, Kaikó) | Počet stran: - 192 - 200 Pokrývá díly anime: - Útok titánů, díly 32–35 |

| Kapitoly: - 47. Děti (子供達, Kodomo tači) - 48. Kdosi (誰か, Dareka) - 49. Útok (突撃, Tocugeki) - 50. Výkřik (叫び, Sakebi) | Počet stran: - 192 - 196 Pokrývá díly anime: - Útok titánů, díly 34–37 |

| Kapitoly: - 51. Leviho oddíl (リヴァイ班, Rivai han) - 52. Krista Lenz (クリスタ・レンズ, Kurisuta Renzu) - 53. Kouřové signály (狼煙, Noroši) - 54. Místo protiútoku (反撃の場所, Hangeki no bašo) | Počet stran: - 192 - 200 Pokrývá díly anime: - Útok titánů, díly 37–40, 42, 43 |

| Kapitoly: - 55. Bolest (痛み, Itami) - 56. Herci (役者, Jakuša) - 57. Kenny Rozparovač (切り裂きケニー, Kirisaki Kení) - 58. Střelba (銃声, Džúsei) | Počet stran: - 192 - 200 Pokrývá díly anime: - Útok titánů, díly 38–41 |

| Kapitoly: - 59. Zbloudilá duše (外道の魂, Gedó no tamašii) - 60. Důvěra (信頼, Šinrai) - 61. Odpověď (回答, Kaitó) - 62. Hříchy (罪, Cumi) | Počet stran: - 192 - 200 Pokrývá díly anime: - Útok titánů, díly 39, 41–43 |

| Kapitoly: - 63. Řetězy (鎖, Kusari) - 64. Večírek na uvítanou (歓迎会, Kangeikai) - 65. Sen a kletba (夢と呪い, Jume to noroi) - 66. Přání (願い, Negai) | Počet stran: - 192 - 200 Pokrývá díly anime: - Útok titánů, díly 43–45 |

| Kapitoly: - 67. Zeď v Orvudu (オルブド区外壁, Orubudo-ku gaiheki) - 68. Vládce zdí (壁の王, Kabe no ó) - 69. Přítel (友人, Júdžin) - 70. Sen, co se mi jednou zdál (いつか見た夢, Icuka mita jume) | Počet stran: - 192 - 196 Pokrývá díly anime: - Útok titánů, díly 45–49 |

| Kapitoly: - 71. Přihlížející (傍観者, Bókanša) - 72. Noc znovudobytí (奪還作戦の夜, Dakkan sakusen no joru) - 73. Město, kde všechno začalo (はじまりの街, Hadžimari no mači) - 74. Cíl akce (作戦成功条件, Sakusen seikó džóken) | Počet stran: - 192 - 196 Pokrývá díly anime: - Útok titánů, díly 48–50 |

| Kapitoly: - 75. Dvojí bojiště (二つの戦局, Futacu no senkjoku) - 76. Hromová kopí (雷槍, Raisó) - 77. Svět jejich očima (彼らが見た世界, Karera ga mita sekai) - 78. Návštěva (光臨, Kórin) | Počet stran: - 192 Pokrývá díly anime: - Útok titánů, díly 51–52 |

| Kapitoly: - 79. Čistá hra (完全試合, Páfekuto gému) - 80. Bezejmenní vojáci (名も無き兵士, Na mo naki heiši) - 81. Slib (約束, Jakusoku) - 82. Hrdina (勇者, Júša) | Počet stran: - 192 - 196 Pokrývá díly anime: - Útok titánů, díly 52–54 |

| Kapitoly: - 83. Sekáč (大鉈, Ónata) - 84. Bílá noc (白夜, Bjakuja) - 85. Sklepení (地下室, Čikašicu) - 86. Ten den (あの日, Ano hi) | Počet stran: - 192 - 196 Pokrývá díly anime: - Útok titánů, díly 49, 54–57 |

| Kapitoly: - 87. Hranice světa (境界線, Kjókaisen) - 88. Útočný titán (進撃の巨人, Šingeki no kjodžin) - 89. Schůze (会議, Kaigi) - 90. Svět za zdí (壁の向こう側へ, Kabe no mukógawa e) | Počet stran: - 192 - 196 Pokrývá díly anime: - Útok titánů, díly 57–59 |

| Kapitoly: - 91. Za mořem (海の向こう側, Umi no mukógawa) - 92. Marleyští vojáci (マーレの戦士, Máre no senši) - 93. Noční vlak (闇夜の列車, Jamijo no resša) - 94. Chlapec mezi zdmi (壁の中の少年, Kabe no naka no šónen) | Počet stran: - 192 Pokrývá díly anime: - Útok titánů, díly 60–62 |

| Kapitoly: - 95. Lhář (嘘つき, Usocuki) - 96. Brána k naději (希望の扉, Kibó no tobira) - 97. Z ruky do ruky (手から手へ, Te kara te e) - 98. To je dobře (よかったな, Jokatta na) | Počet stran: - 192 - 200 Pokrývá díly anime: - Útok titánů, díly 61–63 |

| Kapitoly: - 99. Stín viny (疾しき影, Jamašiki kage) - 100. Vyhlášení války (宣戦布告, Sensen fukoku) - 101. Kladivoun (戦鎚の巨人, Sencui no kjodžin) - 102. Příliš pozdě (後の祭り, Ato no macuri) | Počet stran: - 192 - 196 Pokrývá díly anime: - Útok titánů, díly 64–66 |

| Kapitoly: - 103. Brutální útok (強襲, Kjóšú) - 104. Vítězové (勝者, Šóša) - 105. Smrticí střela (凶弾, Kjódan) - 106. Dobrovolník (義勇兵, Gijúhei) | Počet stran: - 192 - 196 Pokrývá díly anime: - Útok titánů, díly 66–68 |

| Kapitoly: - 107. Návštěva (来客, Raikjaku) - 108. Férový argument (正論, Seiron) - 109. Vůdce (導く者, Mičibiku mono) - 110. Lži (偽り者, Icuwarimono) | Počet stran: - 192 - 196 Pokrývá díly anime: - Útok titánů, díly 68–72 |

| Kapitoly: - 111. Lesní děti (森の子ら, Mori no kora) - 112. Nevědomost (無知, Muči) - 113. Násilí (暴悪, Bóaku) - 114. Jediná záchrana (唯一の救い, Juiicu no sukui) | Počet stran: - 192 - 196 |

| Kapitoly: - 115. Podpora (支え, Sasae) - 116. Nebe a země (天地, Tenči) - 117. Odsouzení (断罪, Danzai) - 118. Útok ze zálohy (騙し討ち, Damašiuči) | Počet stran: - 192 - 196 |

| Kapitoly: - 119. Starší a mladší bratr (兄と弟, Ani to otóto) - 120. Okamžik poznání (刹那, Secuna) - 121. Vzpomínka na budoucnost (未来の記憶, Miraj no Kioku) - 122. Od tebe - před dvěma tisíci lety (二千年前の君から, Ni sen nen mae no kimi kara) | Počet stran: - 192 - 196 |

| Kapitoly: - 123. Ostrovní ďáblové (島の悪魔, Šima no akuma) - 124. Tání (氷解, Hjókai) - 125. Západ Slunce (夕焼け, Jújake) - 126. Sebeúcta (矜持, Kjódži) | Počet stran: - 192 - 196 |

| Kapitoly: - 127. Poslední noc (終末の夜, Šúmacu no joru) - 128. Zrádci (裏切り者, Uragirimono) - 129. Staré dobré časy (懐古, Kaiko) - 130. Úsvit lidstva (人類の夜明け, Džinrui no joake) | Počet stran: - 192 - 196 |

| Kapitoly: - 131. Zeměbouření (地鳴らし, Džinaraši) - 132. Křídla svobody (自由の翼, Džijú no cubasa) - 133. Hříšníci (罪人達, Cumibito tači) - 134. V hlubinách zoufalství (絶望の淵にて, Zecubó no fuči nite) | Počet stran: - 192 - 196 |

| Kapitoly: - 135. Bitva mezi nebem a zemí (天と地の戦い, Ten to či no tatakai) - 136. Dej do toho srdce! (心臓を捧げよ, Šinzó o sasagejo) - 137. Titáni (巨人, Kjodžin) - 138. Dlouhý sen (長い夢, Nagai jume) - 139. Epilog k tomu stromu na kopci (あの丘の木に向かって, Ano oka no ki ni Mukatte) | Počet stran: - 248 - 252 |